# Kpomassè
Kpomassè är en kommun i departementet Atlantique i Benin. Kommunen har en yta på 305 km2, och den hade 67 648 invånare år 2013.

## Arrondissement
Kpomassè är delat i nio arrondissement: Aganmalomè, Agbanto, Agonkanmè, Dedomè, Dekanmè, Kpomassè, Ségbeya, Ségbohoué och Tokpa-Domè.